# The Edge
The Edge, właśc. David Howell Evans (ur. 8 sierpnia 1961 w Barking w hrabstwie Essex, obecnie dzielnicy Londynu) – brytyjski muzyk, kompozytor i multiinstrumentalista; gitarzysta zespołu U2.

## Życiorys
Urodził się w Barking w Anglii, ale już rok później przeniósł się z rodziną do Malahide w okolicach Dublina. Oboje rodzice byli Walijczykami. Pochodzi z rodziny wielowyznaniowej: Ojciec Garvin (z zawodu inżynier mechanik) był starszym kościoła prezbiteriańskiego, a matka Gwenda (z zawodu nauczycielka) – baptystką. Ma dwoje rodzeństwa: starszego brata Dick i młodszą siostrę Jill.
Edukację rozpoczął w szkole St. Andrew’s i szybko zdobył opinię ucznia inteligentnego i obdarzonego poczuciem humoru. Następnie uczył się w Mount Temple Comprehensive School, jednak nie czuł się tam dobrze, ponieważ był nieśmiały, dlatego też dużo czasu poświęcał muzyce. Wraz z bratem Dickiem samodzielnie poznawał podstawy gry na gitarze (chodził na lekcje gry na gitarze hiszpańskiej), uczył się również gry na fortepianie. Szukał szansy wyrażenia swoich pomysłów i przemyśleń, dlatego zainteresował się ogłoszeniem Larry’ego Mullena, który poszukiwał muzyków do zespołu. Kiedy pojawił się na pierwszej próbie zespołu Feedback (którego nazwę później zmieniono na U2), był już całkiem niezłym muzykiem, dlatego dość szybko przeszedł do gitary prowadzącej, gdyż grał lepiej niż Bono.
Jest głównym kompozytorem w zespole U2 oraz autorem słów do utworu „Sunday Bloody Sunday”, odpowiada też za pisanie muzyki do tekstów Bono. Jego gra charakteryzuje się melodyjnym, rytmicznym brzmieniem. Jego muzyka stała się inspiracją dla wielu współczesnych zespołów rocka alternatywnego.
Oprócz grania w zespole U2, skomponował piosenki dla artystów, takich jak m.in. Tina Turner czy Roy Orbison. Współpracował również z muzykami: Johnnym Cashem, B.B. Kingiem i Ronem Woodem.
W 2003 magazyn Rolling Stone umieścił go na 24. miejscu rankingu najlepszych gitarzystów wszech czasów.

### Życie prywatne
W 1983 ożenił się ze szkolną miłością, Aislinn O’Sullivan, z którą ma trzy córki: Hollie, Arun i Blue Angel. Para rozstała się w 1990, a rozwiodła sześć lat później. W 1993 zaczął spotykać się z Morleigh Steinberg, amerykańską tancerką i choreografką trasy koncertowej „ZOO TV”. Parze w październiku 1997 urodziła się córka, Sian, a dwa lata później syn, Levi. W czerwcu 2002 wzięli ślub.
W kwietniu 2007 został doktorem honoris causa Berklee College of Music w Bostonie za osiągnięcia muzyczne oraz wkład, jaki wniósł do amerykańskiej i międzynarodowej kultury.
23 czerwca 2025 uzyskał drogą naturalizacji irlandzkie obywatelstwo. Ceremonia odbyła się na zachodzie Irlandii w mieście Kilarney.

## Wybrana filmografia
| Tytuł                     | Rok  | Rola        | Uwagi                                          | Źródło |
| ------------------------- | ---- | ----------- | ---------------------------------------------- | ------ |
| Będzie głośno             | 2008 | jako on sam | film dokumentalny, reżyseria: Davis Guggenheim | [ 7 ]  |
| Glen Campbell: I’ll Be Me | 2014 | jako on sam | film dokumentalny, reżyseria: James Keach      | [ 8 ]  |

## Odznaczenia
- Order „Za zasługi” III klasy (2022)[9]